# 回歸法
回歸法（ḥok ha-shvūt）是以色列的一條法律，通過於1950年7月5日。這條法律賦予猶太人回到並在以色列生活，以及獲得以色列國籍的權利。 1970年，回歸法的適用範圍進一步擴大到無論在哈拉卡的傳統解釋下是否是猶太人，有一個猶太人祖父母，以及和猶太人結婚的人也可適用於回歸法。此法對於以色列境內的猶太裔族群至關重要，因其大幅降低了阿拉伯裔族群生育率較高的影響。

## 外部連結
- The Law of Return - The text of the law and its various amendments
- Democratic Norms, Diasporas, and Israel’s Law of Return by Alexander Yakobson and Amnon Rubinstein
- .   [2018-05-14]. （原始内容存档于2005-11-27）. by Amnon Rubenstein, Ha'aretz